# Maler Nolten

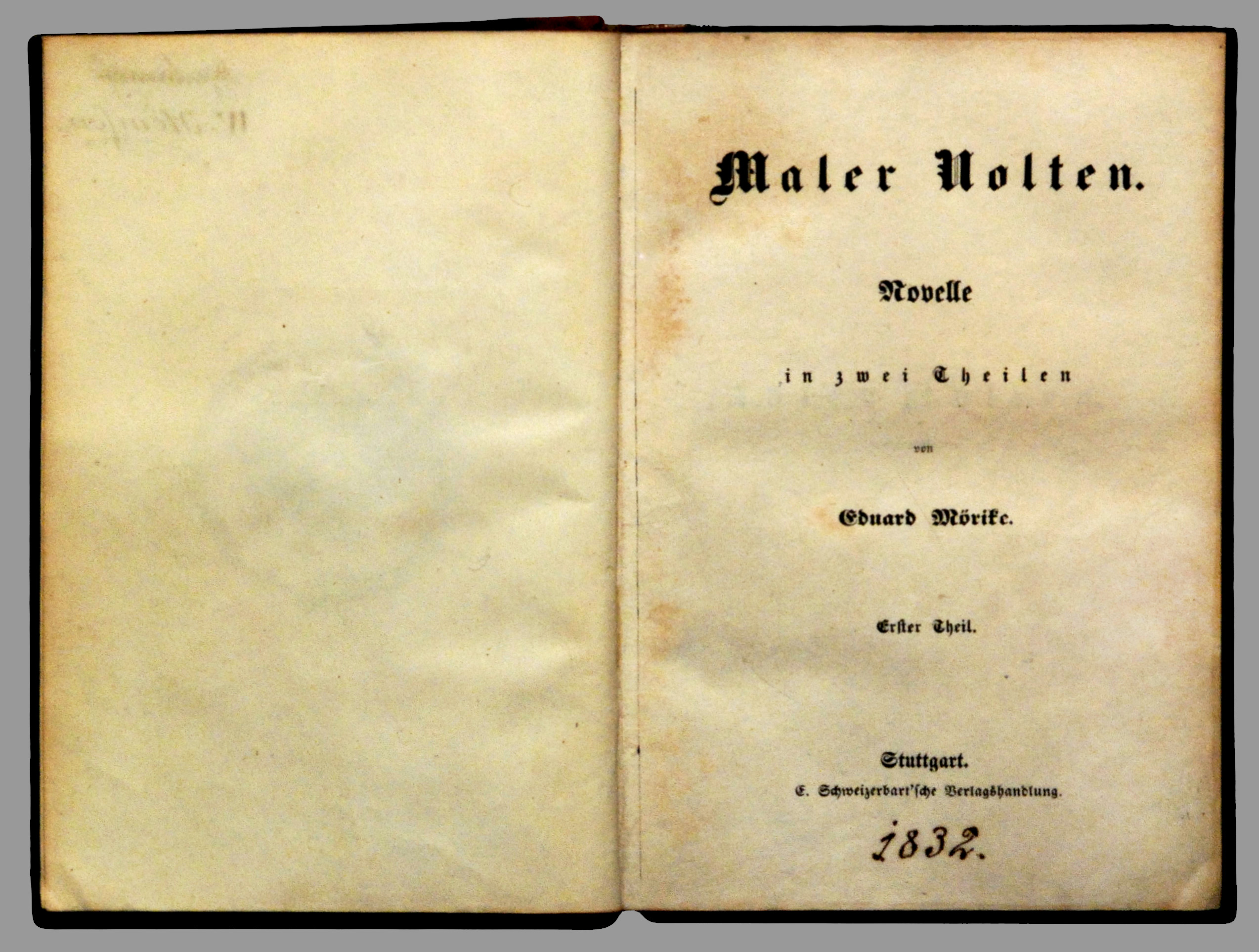
Titelblatt des Erstdruckes

Maler Nolten, eine Novelle in zwei Theilen, ist der Titel eines 1832 publizierten romantischen Künstlerromans von Eduard Mörike. Von 1853 bis zu seinem Tod arbeitete der Autor an einer zweiten Fassung, die als Fragment postum 1877 veröffentlicht wurde. Erzählt wird in beiden Fassungen die tragische Liebesgeschichte des Malers Theobald Nolten und seiner Verlobten Agnes, die in ein schicksalhaftes Handlungsnetz verwickelt werden.

## Inhalt

### Überblick
Die in unterschiedlichen gesellschaftlichen Milieus spielende Romanhandlung setzt kurz nach der Ankunft Theobald Noltens in der Residenzstadt ein. Seine Aussicht auf eine Karriere als Maler und die Aufnahme in die Hofgesellschaft werden zunehmend überschattet durch seine existentielle Krise, die weit in seine Familiengeschichte zurückreicht: Schicksalhaft scheint die Gegenwartshandlung mit der Vorgeschichte verbunden zu sein und die Vorausdeutungen der Wahrsagerin Elsbeth zu erfüllen.
Zum Verständnis der Zusammenhänge informiert der auktoriale Erzähler in eingeschobenen Rückblenden entweder direkt oder durch Berichte bzw. Briefe beteiligter Personen über die teils geheimnisvollen Ereignisse, deren Auswirkungen auf den Protagonisten von seinen Freunden unterschiedlich interpretiert werden: als Hinweise auf eine dämonische, hinter der Wirklichkeit verborgene Nachtseite der Welt, als Hinweis auf das Rätselhafte im Leben (Larkens) oder als Zufallskette, die von schicksalsgläubigen Menschen als Prophezeiungen gedeutet werden (Tillsen, Präsident).

### Vorgeschichte
- Friedrich Nolten, der Onkel des Protagonisten, ist das Gegenteil seines als Landgeistlicher bürgerlich-traditionell lebenden Bruders. Er gilt früh als Genie und „überspannter Kopf“, wird Maler und finanziert seinen Lebensunterhalt und seine Reisen vorwiegend aus den Einkünften des vom väterlichen Erbteil erworbenen Gütchens Rodisbronn. Einmal trifft er bei einer Wanderung im mährischen Bergland auf eine Zigeunergruppe und schließt sich ihr in seiner Begeisterung für das freie abenteuerlich Leben für einige Zeit an.[5] Das Hauptmotiv seines ungebundenen Lebens ist seine Liebe zu Loskine, der schönen Nichte des Hauptmanns, die von ihr erwidert wird. Da sie bereits einem Mitglied des Trupps als Frau versprochen ist, diesen aber ablehnt, flieht das Liebespaar in einer abenteuerlichen Aktion. In seiner Heimat gibt der Maler, weil er die Vorurteile vieler Menschen fürchtet, seine Frau als Osteuropäerin aus gutem Haus aus, doch sie wird krank vor Heimweh nach ihren Leuten und stirbt bei der Geburt ihrer Tochter Elsbeth[6]. Eines Tages wird das siebenjährige Kind von den Zigeunern aus Rache für die Abwerbung Loskines entführt und mit auf ihre Wanderung genommen. Friedrich sucht auf seinen Reisen nach seiner Tochter, und der Kontakt mit seiner Familie bricht ab. Zurück bleibt nur ein Porträt der Zigeunerin, das der Pfarrer vor seinen Kindern auf dem Dachboden versteckt. Am Ende des Romans stellt sich heraus, dass Theobald in der Residenz den Onkel als den gebildeten Hofrat Jaßfeld kennenlernt, dieser ihm aber seine Identität aus Angst, seine verdrängten schmerzlichen Erinnerungen zu beleben, nicht verrät. Er hat seine „wahnsinnige Tochter“ gefunden und vergeblich versucht, sie in „geordnete Familien“ zur Pflege zu geben, doch sie habe sich dem aus ihrem Freiheitsgefühl heraus verweigert.
- Der Pfarrersohn Theobald lebt mit seinen Eltern und den drei Schwestern Ernestine, Adelheid und Nannette zuerst in Rißthal im Herzogtum H. Der Landgeistliche hat für seinen Sohn die Ausbildung zum Gelehrten vorgesehen. Dieser fühlt sich jedoch zum Malen hingezogen. Sein Vater vermutet eine Anlage dazu in der Familie, die sich bei seinem Bruder Friedrich offenbart hat. Er lehnt den Lebensstil des freien Künstlers ab und missbilligt die Verbindung mit der Zigeunerin. Zudem fürchtet er beim Sohn, wie bei seinem Bruder, eine emotional unstete und labile Charakterbildung. Deshalb unterbindet er künstlerische Aktionen, doch Theobald malt und liest heimlich.
- Mit 15 Jahren hat Theobald ein sein weiteres Leben bestimmendes Erlebnis.[7] Die Familie ist inzwischen nach Wolfsbühl umgezogen, und Ernestine hat im Haushalt die Rolle der verstorbenen Mutter übernommen. An einem Oktobertag wandert Theobald mit Adelheid zur Ruine des Rehstocks. Dort treffen sie auf das Zigeunermädchen Elsbeth, die Theobald an das auf dem Dachboden versteckte Porträt einer fremdartigen jungen Frau erinnert. Sie spricht die Geschwister mit "Bruder" und "Schwester" an, erzählt, sie habe sie bereits in einer Vision gesehen und sei aus dem Zigeunerlager geflohen. Theobald wird daraufhin ohnmächtig und gelobt in einer traumartigen Szene dem Mädchen mit einem Kuss „Treu’ um Treue, Seel’ um Seele“. Abends kehren die Geschwister mit Elsbeth ins Pfarrhaus zurück, und ihr Vater erzählt ihnen die Geschichte seines Bruders Friedrich und Loskines. Am nächsten Morgen ist das Mädchen verschwunden.
- Nach dem plötzlichen Tod des Vaters führt Theobald seine Ausbildung unlustig weiter und spinnt sich, als Ausgleich, in eine Phantasiewelt ein. Ein entscheidendes Erlebnis hat der Gymnasiast während eines Aufenthalts bei der Familie seines Paten, des Försters einer adligen Herrschaft. Durch die Vermittlung des Grundherrn Baron Neuburg, der seine Begabung entdeckt, erhält er, zusätzlich zum Latein- und Griechisch-Unterricht, in einer benachbarten Klosterschule Zeichenunterricht als Vorbereitung für den Besuch einer Kunstakademie. Reisen nach Rom und Florenz schließen sich an. Theobald orientiert sich bei seinen Zeichnungen am Vorbild seines Lehrers, der den Schwerpunkt aufs genial-feurige Skizzieren legt und die Technik der Ölmalerei vernachlässigt.
- Bei seinen Aufenthalten im Forsthaus haben sich Theobald und die Förstertochter Agnes ineinander verliebt. Er porträtiert sie in einem ländlichen Genrebild, das er in seiner Kunstmappe aufbewahrt, beim Auftragen des Abendbrots in der Gartenlaube. Sie verloben sich, bevor er in die Residenz aufbricht.
- Noltens Verlobung mit Agnes gerät durch eine sich überlagernde Zufallskette in eine Krise: Wegen der großen räumlichen Distanz treffen sich die Verlobten nicht mehr, und die Briefe bleiben oft lange Zeit aus. Das einfache Dorfmädchen fragt sich, ob sie den Bildungsansprüchen Theobalds auf Dauer genüge, und wird in ihrer Vereinsamung nervenkrank. Ihr Vater bittet den mit seiner Familie verwandten Otto Lienhard, der als Vermessungsingenieur seine Station im benachbarten Städtchen hat und sie gelegentlich besucht, seine Tochter zur Aufmunterung im Gesang zu unterrichten. Eines Tages wird Agnes von dem Zigeunermädchen Elsbeth abgepasst, das als herumziehende Hausiererin kunstvolle Strohgeflechte verkauft. Diese hat die labile Situation der Verlobten beobachtet und nutzt die Gelegenheit, um Agnes zu weissagen, dass nicht Theobald, sondern Otto für sie als Mann bestimmt sei. Agnes bekommt wieder Fieberanfälle, sieht einerseits in den Worten der Zigeunerin eine Bestätigung ihrer Ängste, hofft andererseits, durch den Vater bestärkt, auf eine Zukunft mit Theobald. In dieser Phase heitert der in sie verliebte Otto sie mit Musik und Scherzen auf, sie geht darauf, auch in der Öffentlichkeit bei Spaziergängen und im Garten, zunehmend schalkhaft und kokett ein und glaubt sogar, in den Cousin verliebt zu sein. Als der Förster das Gerede der Leute bemerkt, unterbricht er den Kontakt und nimmt die Tochter mit auf eine dreiwöchige Reise zu einem alten Bekannten.
- Nach seiner Ankunft in der Residenzstadt erhält Nolten Nachrichten über die angebliche Untreue seiner Verlobten. Er erinnert sich an Gespräche mit seinem Paten über die unsichere berufliche Situation eines Malers und vermutet einen vermögenden Rivalen. Bestätigung für diese Gedanken findet er in einem Schreiben Otto Lienhards an ihn. Dieser spricht von seiner Liebe zu Agnes, suggeriert ein Einverständnis des Mädchens und bittet ihn, auf sie zu verzichten. Theobald ist tief gekränkt. Anstatt seine Verlobte und deren Vater zu befragen, bricht er den Kontakt ab, ohne jedoch Agnes seine Entscheidung mitzuteilen und sie zu begründen. Mit dieser Situation beginnt die Haupthandlung in der Residenzstadt.

### Erster Teil
Karriere
Die ca. einjährige in der Residenzstadt spielende Handlung des ersten Teils setzt im Mai mit der Beschreibung zweier die Thematik des Romans symbolisierenden Bilder ein und führt zu einer „sonderbaren Verkettung von Umständen“, die vom Protagonisten als „Fügung eines höheren, wohlmeinenden Geschicks“ interpretiert wird. Noltens Diener Sigismund Wispel stiehlt einige Zeichnungen seines Herrn, verkauft zwei davon an den als erfolgreicher traditioneller Historienmaler anerkannten Tillsen und verschwindet anschließend aus der Stadt. Tillsen erkennt das ihm überlegene kreative Talent, forscht erfolglos nach dem unbekannten Künstler und nutzt die Entwürfe als Vorlagen für zwei romantische Ölgemälde: ein Faun-Nymphe-Knabenraub-Motiv und ein schauriges nächtliches Totentanz-Geisterkonzert um eine Orgelspielerin mit, wie am Ende des Romans angedeutet wird, den Gesichtszügen der Zigeunerin Loskine/Elsbeth. Der Maler möchte die beiden Bilder als Werke eines Unbekannten dem artistischen Verein präsentieren.
Nolten erfährt zufällig davon, gibt sich Tillsen als Ideengeber zu erkennen und erzählt ihm von seiner Kindheit (s. Vorgeschichte). Sie vereinbaren eine Zusammenarbeit und eine Schulung in der bisher vernachlässigten Ölmalerei. Um seinen Namen bekannt zu machen, schlägt Tillsen ihm vor, gemeinsam das Nymphenbild seiner Gönnerin, der Königin, zu schenken. Als Dank erhält er einen kostbaren Ring und wird zur Audienz eingeladen. Tillsen führt ihn auch in die Gesellschaft ein. Im Haus des Grafen Zarlin lernt er Herzog Adolf, den Halbbruder des Königs, und weitere Kunstliebhaber, u. a. den Hofrat Jaßfeld, kennen. Dieser ist, wie am Schluss dem Leser, aber nicht Theobald offenbart wird, der untergetauchte und unter falschem Namen lebende Onkel Noltens und Vater Elsbeths. Constanze, die junge schöne Schwester des Grafen, repräsentiert nach einer arrangierten unglücklichen Ehe mit dem General von Armond und dessen frühzeitigem Tod seit drei Jahren an der Seite ihres unverheirateten Bruders bei Festen die Adelsfamilie. Sie verhält sich distanziert den sie umwerbenden Männern, auch Herzog Adolf, gegenüber.
Den Sommer über besucht Nolten oft das Geschwisterpaar auf ihrem Landsitz und verliebt sich in die „reizende Frau“ mit ihren Vorzügen, die ihr „durch Stand und Geburt, feine Sitte und Bildung vor anderen zukommen“ und die bei ihr mit „rein menschlichen Zügen, mit ungeschminkter Herzlichkeit und dem natürlichsten Tone verbunden“ sind. Sie erwidert seine Gefühle, ist jedoch zurückhaltend und möchte erst mit Hilfe ihrer beim Hof einflussreichen Freundin Fernanda erreichen, dass die in Opposition zu Herzog Adolf stehende Königin dem bürgerlichen Maler zu „Titel und Rang“ als Voraussetzung für eine Heirat verhilft.
Freundschaftsdienst
Parallel zu dieser Phase verläuft eine konträre Handlung: Noltens Freund, der Schauspieler Larkens, ist von seiner Reise zurückgekehrt und hat von Noltens Enttäuschung über die angebliche Untreue seiner Verlobten erfahren. Am Anfang des zweiten Romanteils trägt der Erzähler sein Persönlichkeitsbild nach: Er hat eine depressive Anlage, und Nolten half ihm, aus einer schwierigen Phase herauszukommen. Deshalb ist er dem Freund dankbar und will ihm seinerseits in dessen Krise beistehen. Er hat bisher, ohne das Mädchen persönlich zu kennen, durch die begeisternden Schilderungen Theobalds an dessen Liebesfreuden teilgenommen und sich offenbar in Agnes mitverliebt. Jetzt fühlt er sich als Stellvertreter, der die Beziehung retten muss. Er drängt den Freund, das direkte Gespräch zu suchen, und als Nolten beleidigt ablehnt, übernimmt der geübte Schauspieler unter dem Namen des Freundes und in Nachahmung von dessen Stil die Korrespondenz und beruhigt die Verlobte und ihren Vater mit Geschenken, Liebesbekundungen und der Hoffnung auf eine Karriere als Hofmaler. So werden viele vertrauliche Liebesbriefe ausgetauscht, von denen Nolten nichts weiß, und Larkens hat ein doppeltes Vergnügen an seiner Mission: Er erfüllt eine von ihm selbst bestimmte Freundespflicht und ist zugleich Liebender und Empfänger von zärtlichen Botschaften. Seine Beobachtungen der häufigen Besuche des Freundes im Haus Zarlin und dessen hartnäckige Verweigerung eines Versöhnungsversuchs lassen ihn zurecht eine sich anbahnende Liebesbeziehung vermuten. Er hält zwar eine feste Verbindung wegen der Standesunterschiede für unrealistisch, weiß auch von der Werbung des Herzogs um die junge Witwe und fürchtet, dass sein Freund in Konflikt mit den adligen Familieninteressen gerät. So denkt er aus verschiedenen Motiven daran, eine Affäre zu verhindern, indem er der Gräfin die ungeklärte Verlobungssituation Noltens mitteilt. Dazu kommt es jedoch durch die sich überstürzenden Ereignisse nicht. Constanze erfährt von Agnes durch den Herzog, der den Annäherungsprozess eifersüchtig beobachtet hat und für seinen Anschlag eine geeignete Gelegenheit abwartet.
Schattentheater

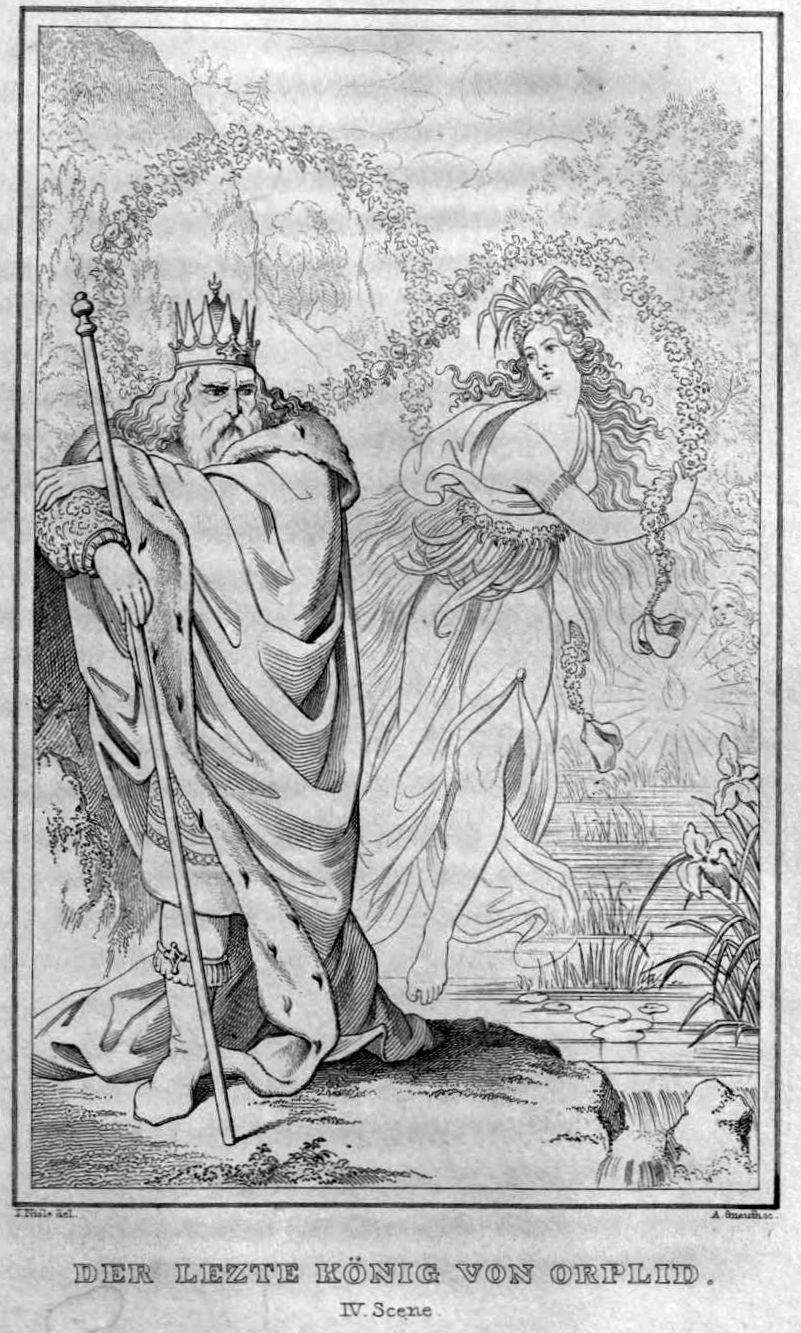
König Ulmon und die Fee Thereile (4. Szene). Illustration von Adolph Gnauth nach einer Vorlage von Julius Nisle

Die günstige Situation ergibt sich für Herzog Adolf durch eine Theateraufführung am Geburtstag des Grafen Zarlin. Constanze arrangiert das Festprogramm für den Bruder und bittet Larkens um einen Beitrag. Dieser sagt sofort zu und bereitet mit Nolten und einigen Damen und Herren als Laiendarsteller ein von ihm erdachtes Schattenspiel vor, zu dem Nolten die Bilder malt. Das aus 10 Szenen bestehende Stück spielt in alter sagenhafter Zeit im Phantasieland „Orplid“ und handelt vom alten lebensmüden König Ulmon, der sich vom Liebeszauber der jungen Feenfürstin Thereile durch eine magische Zeremonie befreit und in den Tod geht. Die Festgesellschaft reagiert darauf distanziert, teils mit Unverständnis, teils mit Irritation und in Ahnung eines Skandals. Die verwunderten Künstler erfahren später, dass man das Spiel als eine Satire auf den alten verstorbenen König Nikolaus betrachtet, der nach dem Tod von zwei Gemahlinnen ein Verhältnis mit einer jungen Prinzessin hatte. Nach gescheiterten Reformversuchen dankte der Regent ab und zog sich enttäuscht vom Hofleben und seiner Geliebten auf ein entferntes Schloss zurück, wo er vereinsamt starb.
Herzog Adolf nutzt das als Affront gegen das Königshaus missdeutete Märchenspiel aus, um den Schauspieler und dessen mutmaßlichen Genossen Nolten zu verhaften und ohne Verhör wochenlang in Untersuchungshaft zu halten. Zugleich beruhigt er den Grafen Zarlin, der sich mitverantwortlich an dem Eklat in seinem Haus fühlt und die Ungnade des Hofes fürchtet, und verspricht, sich bei den Richtern für die Beendigung der Lappalie einzusetzen. Er hat jedoch noch eine alte Rechnung offen: Larkin war drei Jahre zuvor beschuldigt worden, an einem „demagogischen Unfug“ republikanischer Liberaler beteiligt gewesen zu sein und schwärmerische Reden in kunstvoller ironischer Verkleidung geschrieben zu haben, doch konnte man ihm eine politische Agitation nicht beweisen. Jetzt werden seine Schriften der letzten Jahre beschlagnahmt. Darunter sind auch Agnes’ Briefe über ihr Leben in Neuburg an den vermeintlichen Theobald. Für den Herzog bietet dieser zufällige Fund die Gelegenheit, seinen Rivalen bei der Gräfin als Betrüger zu enttarnen, indem er ihr, scheinbar harmlos, die Briefe des Landmädchens als unterhaltsame Lektüre mit einem Blumengruß sendet.
Die beiden Künstler bleiben einige Wochen gut versorgt in Untersuchungshaft auf der Festung. Nolten sieht das Ende der eigentlich hoffnungsvollen Liebesbeziehung zu Constanze voraus und erkrankt am Nervenfieber. Nach der Rückkehr der Königin in die Residenz wird das Verfahren eingestellt, und die beiden werden entlassen. Nolten ist deprimiert, und Larkens wird von seinen Freunden als Held empfangen. Er ist mit dem Rettungsversuch für die Verlobung zufrieden, muss aber eine Lösung für seine unerlaubte Korrespondenz finden, die die Krise ausgelöst hatte.

### Zweiter Teil
Klärungen
Nach der Entlassung aus der Untersuchungshaft fallen die beiden Freunde in Krisen und reflektieren über ihre Zukunft. Nolten sieht die Entwicklung als schicksalhaften Hinweis auf eine Neuorientierung seines Lebens hin zum Verzicht auf privates Glück und ein reines Künstlertum. Die Kunst versuche das zu ersetzen, „was uns die Wirklichkeit versagt“. „Sehnsucht“ müsse das „Element des Künstlers sein“. Larkens warnt ihn vor einer solchen „mönchischen Philosophie“ und sieht seine Pläne für den Freund gefährdet: Er dürfe sich aber nicht von einem „imaginären spiritus familiaris“, der in seines Vaters Rumpelkammer spuke, zur Rückkehr zur Romantik verleiten lassen. Ein Künstler brauche den Kontakt zum Leben, um den „Zusammenklang aller seiner Kräfte“ zu entwickeln und die Welt mit „ihrer tausendfachen Pein und Wonne“ zu malen. Das Hofleben sei dafür aber nicht der richtige Rahmen, eine bürgerliche Familie fördere dagegen seine künstlerische Entwicklung. Larkens rät dem Freund zur Rückkehr zu Agnes. Diese proklamierte Lebensbejahung fühlt der Schauspieler dagegen selbst nicht. Alte Depressionen kehren zurück, und er fühlt, dass seine Zeit in der Residenz zu Ende geht. Da sich neue Theater-Projekte nicht realisieren lassen, will er alle Kontakte abbrechen und auf Reisen gehen. So verabschiedet er sich von seinen Freunden und bittet Tillsen, das Päckchen der Agnes-Briefe aus der fast einjährigen Korrespondenz zusammen mit seinen Erklärungen Nolten zu überbringen, da er nicht die Kraft zu einer persönlichen Aussprache hat. Nach der ersten Bestürzung fasst der Maler Mut, jetzt selbst „das verschlungene Gewebe seines Schicksals mit männlicher Fassung zu schlichten“. Er informiert zuerst Constanze in einem Brief über die Hintergründe der ohne sein Wissen abgelaufenen Machenschaft. Sie verzeiht ihm und schickt Agnes als Hochzeitsgeschenk ihre Perlenschnur.
Heimkehr
Nolten erreicht nach einem viertägigen Ritt Neuburg und wird von der überraschten Agnes und dem Forstmeister mit Freuden empfangen. Tage des Glücks der Verlobten mit Ausflügen in die ländlichen Idylle, Planung der gemeinsamen Zukunft und Besuche des Barons schließen sich an. Man tauscht Kindheitserinnerungen aus und spricht über Theobalds „unschuldigen Mystizismus des Knabenalters“ und die „wunderbare Verschwisterung“ desselben mit dem Aberglauben, welchen der Maler als Grenznachbar alles Tiefpoetischen erklärt. Dem Künstler wird im Gegensatz zum „Philister“ auch als Mann noch „die Welt zur schönen Fabel“.
Getrübt wird Noltens Stimmung vorübergehend, wenn wunde oder noch nicht geklärte Punkte der Vorgeschichte zur Sprache kommen: z. B. die aufbewahrten Briefe und Geschenke, deren wahren Absender Nolten Agnes noch verschweigt, oder ihr Mandolinen- und Gesangsunterricht beim Vetter.
Höhe- und zugleich Wendepunkt dieser glücklichen Zeit ist der Ausflug zur Familie des Pfarrers Amandus nach Halmedorf und das Fest auf dem „Geigenspiel“ mit freiem Blick in die umliegende Landschaft. Zwei Überraschungsgäste beleben die Festgesellschaft mit unterhaltsamen Sagen, Liedern und Späßen: Noltens Schwager Horst, der in der Nähe als Offizier stationierte Ehemann Adelheids, und der als Spielmann auftretende Bildhauer Raimund, ein Freund aus der Residenz, der Nolten den durch Tillsen und den Hofrat vermittelten Auftrag eines norddeutschen Fürsten überbringt mit der Aussicht, auf Lebenszeit in dessen Dienst zu treten. Dadurch hätte die Ehe mit Agnes eine gesicherte finanzielle Basis. Nach ihrer Rückkehr nach Neuburg erfahren sie von dem Zusammenbruch des Barons, der kurz darauf stirbt.
Vorboten
Nolten verliert mit dem Baron seinen väterlichen Freund und Förderer und fühlt eine gtoße Leere in sich. Auch Agnes’ Gemütszustand verschlechtert sich, aber aus einem anderen Grund. Ihr Vater drängt auf eine baldige Terminierung der Hochzeit, sie aber fürchtet sich vor der Erfüllung der Prophezeiung und schlägt vor, das Fest erst an ihrem zukünftigen Wohnort zu feiern. So treten Theobald und Agnes, begleitet von Noltens jüngster Schwester Nannette, unverheiratet die Reise nach Norddeutschland an, um den Arbeitgeber des Malers kennenzulernen und eine Wohnung zu suchen.
Die Erinnerungen an die Schatten der Vergangenheit setzen sich auf einer Reisestation fort. Noltens ehemaliger betrügerischer Diener, der Barbier Sigismund Wispel, taucht überraschend in ihrem Gasthof auf und erzählt Nolten, dass sein untergetauchter Freund Larkens anonym als „Joseph, der Tischler“ in der Stadt lebt und sich gerade in einem Wirtshaus aufhält. Als Nolten dort hineilt, flieht Larkens und wird tags darauf tot aufgefunden. Er hat sich vergiftet und hinterlässt dem Freund einen Brief, in dem er ihm mitteilt, er habe kein Lebensziel mehr, und sein Suizid sei schon lange geplant und jetzt durch das Auftauchen Theobalds nur beschleunigt worden. Motive nennt er keine, ein Schuldgefühl wegen eines Eingriffs in das Leben des Freundes oder eine heimliche Liebe zu Agnes wird von Nolten vorübergehend erwogen. Theobald ist tief bewegt vom Schicksal des "Tischlers" und organisiert mit den Freunden Larkens, u. a. dem aus seinem Regierungsamt ausgeschiedenen Präsidenten von K, die Beisetzung. Der Präsident lädt Nolten und seine Begleiterinnen für einige Tage auf sein Schloss ein, es wird jedoch ein längerer unglücklicher Aufenthalt.
Im Zentrum eines Gartenlabyrinths liest Theobald das ihm von Larkens hinterlassene fünfteilige „Peregrina“-Gedicht, in dem der Schauspieler, vom traumartigen Elsbeth-Theobald-Treuegelöbnis inspiriert, eine tragische Liebesgeschichte poetisch gestaltet hat. Später gibt Nolten dem Präsidenten Larkens Beschreibung eines Albtraums zu lesen, in dem die von seinem Freund gemalte Orgelspielerin Loskine/Elsbeth mit endzeitlichen Prophezeiungen auftritt.
Unselige Beichte
Zwischen diesen beiden Dichtungen erzählt Theobald seiner Braut, um sein Gewissen zu erleichtern und die Rolle des Freundes an seiner Versöhnung mit Agnes zu würdigen, die Wahrheit über seine Verirrungen. Als ihm während „der unseligen Beichte“ das Wort auf der Zunge erstirbt, ermuntert sie ihn: „Vollende nur!“ Doch zu spät bemerkt er ihre Erschütterung und bereut seine Enthüllung: „Er schwankt und hängt besinnungslos an einem Absturz angstvoll kreisender Gedanken, er kann nicht rückwärts, nicht voran, unwiderstehlich drängt und zerrt es ihn, er hält sich länger nicht, er zuckt und – lässt sich fallen. Nun wird ein jedes Wort zum Dolchstich für Agnesens Herz. In ihr entsteht das ganze unglückliche Bild ihrer beider Verstrickungen: Otto – die untergeschobenen Briefe – die Liebe zur Gräfin – alles ist herausgesagt, nur die Zigeunerin ist er so klug zu übergehn.“ Agnes läuft mit dem Ausruf „O unglückselig“ davon und schließt sich in ihr Zimmer ein.
Nach einer kurzzeitigen scheinbaren Beruhigung eskaliert die Situation. In der nächsten Nacht findet man Agnes scheinbar leblos im Garten. Elsbeth tritt aus dem Gebüsch und fordert als Theobalds „Erwählte“ sein Liebes- und Treueversprechen ein. Noltens Gefühle schwanken zwischen Mitleid mit dem persönlich und gesellschaftlich entwurzelten verwirrten Kind und Hass wegen des Besitzanspruchs und der unheilvollen Wirkung ihres Auftritts auf seine Verlobte. Als er sie zurückstößt, verschwindet sie mit „schmerzvoller Gebärde des Abschieds […] in der Finsternis“.
Tragisches Ende
Mit Elsbeths Auftritt beginnt das tragische Ende der Protagonisten. Agnes’ frühere Schwermutserkrankung kehrt zurück, diesmal mit Anzeichen geistiger Verwirrung: Sie sieht Otto, Larkens und Theobald als Repräsentanten einer dämonischen Person an, weicht dem Verlobten aus und will ihn nicht mehr sehen. Die letzten Tage ihres Lebens verbringt sie meistens zusammen mit dem blinden Gärtnerjungen Henni. Sie liest traurige Liebesgedichte, singt Lieder zu Hennis Orgelspiel in einer alten Schlosskapelle und wandert mit ihm durch die Landschaft zum „Alexisbrunn“, dessen Sage er ihr erzählt und in den sie sich in einer Nacht hineinstürzt und so ihr Leben beendet.
Zu diesem Zeitpunkt hat Nolten eine kleine Reise unternommen, zu der man ihm aus therapeutischen Gründen geraten hat: Agnes fürchtet sich in ihrem Wahn vor seiner zerstörerischen Dämonie und kann seinen Anblick nicht mehr ertragen. Der Präsident erhofft sich durch seine Abwesenheit die Belebung der Sehnsucht Agnes’, den Verlobten wiederzusehen und ihn als den früheren Geliebten zu begrüßen. Wie durch eine Ahnung getrieben kehrt Theobald mit verwildertem Aussehen kurz nach Agnes’ Tod zurück. Der Präsident versucht ihn zu trösten: „Ein Mensch, den das Schicksal so ängstlich mit eisernen Händen umklammert, der muss am Ende doch sein Liebling sein, und diese grausame Gunst wird sich ihm eines Tages als die ewige Güte und Wahrheit enthüllen. Ich habe oft gefunden, dass die Geächteten des Himmels seine ersten Heiligen waren. Eine Feuertaufe ist über Sie ergangen, und ein höheres, ein gottbewussteres Leben wird sich von Stund‘ an in Ihnen entfalten.“ Nolten fürchtet dagegen, nach einer Rettung in einen neuen Kreislauf zu geraten: „O dass ein Schlaf sich auf mich legte, wie Berge so schwer und so dumpf! […] Dass eine Gottheit diesen mattgesetzten Geist, weich bettend, in das alte Nichts hinfallen ließe! Ein unermesslich Glück! […] Und wer kann wissen, ob sich dort nicht der Knoten nochmals verschlingt? – O Leben! O Tod! Rätsel aus Rätseln!“ Kurz darauf erschrickt er in einer windigen Nacht in der alten Kapelle zu Tode, als er einer vermuteten Orgelmusik folgt. Der Gärtner und Henni finden den Toten. Als der Blinde dem Präsidenten erzählt, er habe an der Orgel Elsbeth gesehen, und sie sei mit dem traurigen Theobald Arm in Arm aus dem Raum über die Schwelle gehuscht, empfiehlt er ihm und seinem Vater, die „ungeheure Selbsttäuschung“ für sich zu behalten. Kurz darauf stirbt Elsbeth in der Nähe des Schlosses „ohne Zweifel vor Entkräftung“.

## Poetische Einlagen

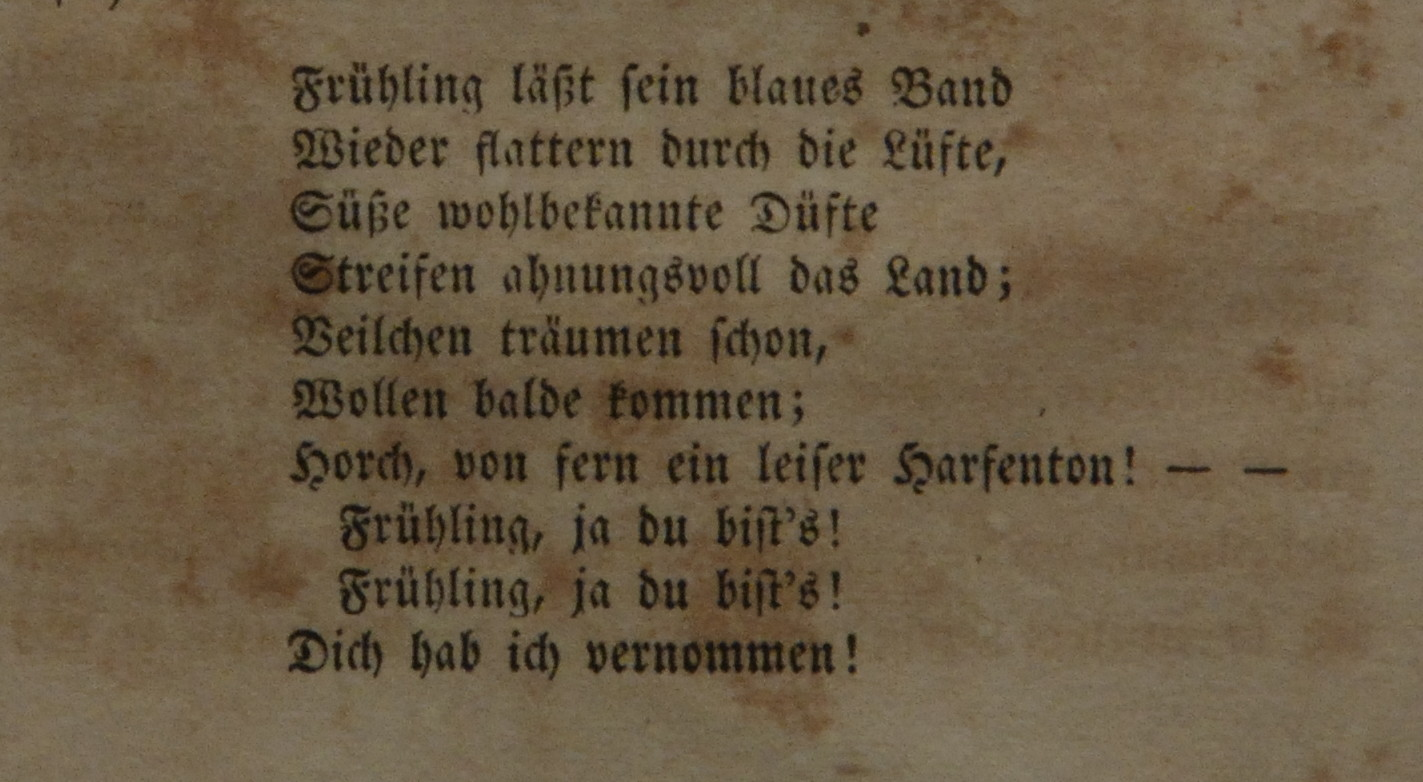
Ausschnitt S. 330 im Erstdruck des Romans

In den Prosatext hat Eduard Mörike Lieder, Sagen (Jung Volker), Anekdoten, ein Theaterstück und Gedichte eingefügt, darunter Peregrina, Agnes’ Morgengebet sowie Der Feuerreiter und Frühling lässt sein blaues Band, die berühmt und volkstümlich geworden sind.
Frühling läßt sein blaues Band
Wieder flattern durch die Lüfte,
Süße, wohlbekannte Düfte
Streifen ahnungsvoll das Land;
Veilchen träumen schon,
Wollen balde kommen;
Horch, von fern ein leiser Harfenton! –
Frühling, ja du bist’s!
Frühling, ja du bist’s!
Dich hab ich vernommen!

## Rezeption
Zeitgenössische Rezeption
Mörikes Freunde und Bewunderer, u. a. Storm, reagierten begeistert auf die Maler Nolten-Veröffentlichung und rezensierten den Roman entsprechend positiv. Z. B. sprach Vischer von einer „doppelten Mischung“ des Romans: „zur Hälfte ein Bildungsroman, ein psychologischer Roman … zur Hälfte ein Schicksalsroman, ein mystischer Roman“, die aber nicht ineinander aufgehen. Das Leser-Echo war allerdings verhalten., und Mörike erlaubte, nachdem die erste Auflage vergriffen war, keinen Wiederabdruck, sondern begann mit der Umarbeitung des Textes. Theodor Storm riet in einem Brief an Mörike von dieser Umarbeitung ab: „So, wie [das Buch] da ist, ist es seit Jahren für mich eine liebe Tatsache; […] Es gehört, wie es vorliegt, und überdies hängen wenigstens die von Heyse besprochenen Schwächen so eng mit der Tiefe und eigentümlichen Schönheit des Werkes zusammen, daß mir in der Tat mitunter ist, als hätten Sie es eben um dieser willen geschrieben.“
Literaturwissenschaftliche Einordnung
Die fachwissenschaftliche Diskussion konzentriert sich bis heute vor allem auf die Gattungszuordnung (Novelle oder Roman), die literaturhistorische Einordnung und die biographischen Bezüge des Romans. Weitgehend übereinstimmend wird die Zwischenstellung des Werkes zwischen klassischem Bildungsroman, Romantik und Realismus beschrieben: Die „zentrale Rolle der Tragik“ weise auf Goethes „Wahlverwandschaften“ zurück, erinnere aber auch an das „spätromantische Schicksalsdrama“ und die „Nachtseiten der menschlichen Existenz“ mit dem „psychologischen Gang der Lebensschicksale“ in E.T.A. Hoffmanns Die Elixiere des Teufels. Die Verbindung mit der „Tendenz zur Realitätsbewältigung des Alltags“ wiederum sei ein Zug des Erzählstils des Realismus.
Charakteristisch für die Spätromantik sind: Die Todessehnsucht aller Protagonisten. Motive der verfallenen Burgruine, des verwunschenen Brunnens, in den man sich zu Tode stürzt, der abseits gelegenen alte Kapelle mit den Geistern der Toten, des Sagenlands Orplid mit dem Mummelsee im Mondschein, Feenkindern, der glänzenden Frau usw., die Nähe zur Mystik und die Distanz zum Rationalismus.
Der Literaturkritiker Engel erklärt die romantische Durchsetzung mit „geheimnisvoller Zigeunerei“ als Moderichtung jener Zeit. Im Vordergrund seiner Bewertung stehe jedoch „die glockenklare, edelschöne Sprache“, die dem Leser „tiefen poetischen Genuss“ bereite und Merkmal der Realismus sei.
Dämonie des Künstlertums
Neuzeitliche Interpretationen deuten die dämonischen Einbrüche in das Leben der Protagonisten vorwiegend psychoanalytisch. Für Benno von Wiese weisen die schicksalhaften zu Wahnsinn und Tod führenden Verschränkungen des äußerst düsteren Romans auf innere Vorgänge und die psychologische Motivierung hin. Ähnlich erklärt Rötzer die Zufälle und Einbrüche des Irrationalen in der Handlung als Projektionen innerer Verstrickungen und sieht die Zigeunerin als „Verkörperung des verdrängten Unbewussten des Künstlers, als dunkle Dämonie des Künstlertums“.
Autobiographische Interpretation

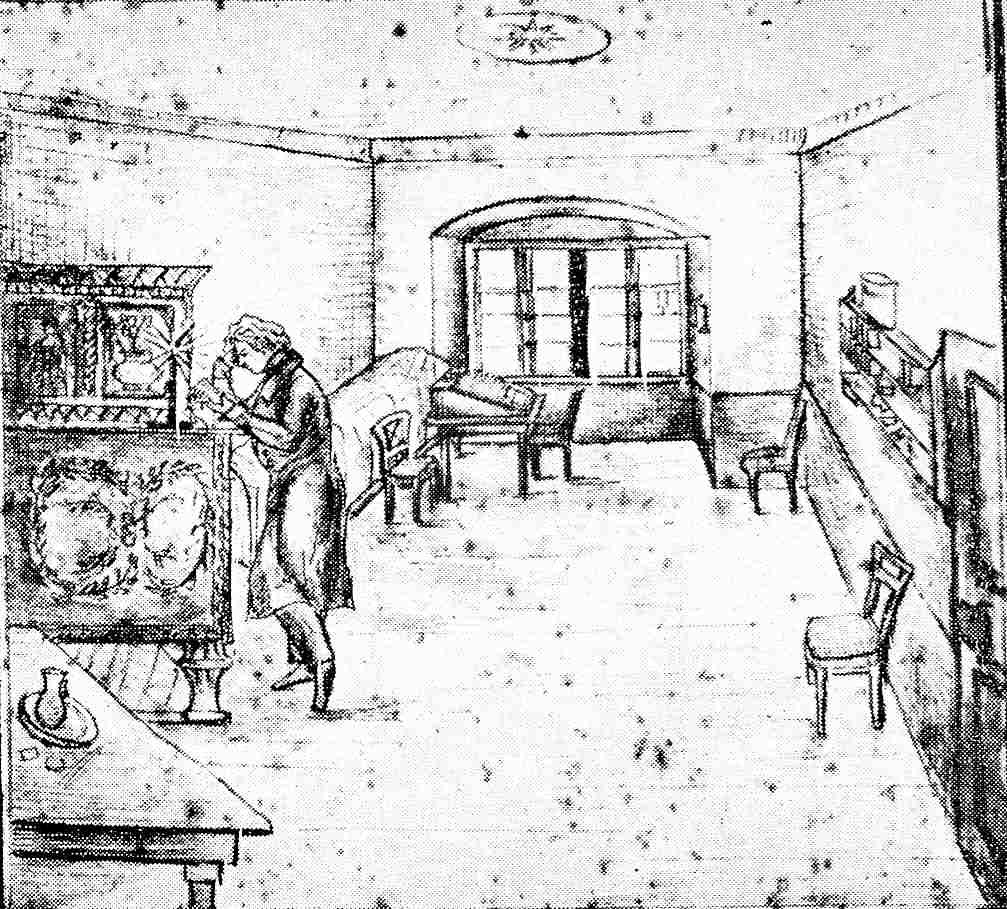
Vikarstube in Owen. Zeichnung Mörikes (1830)

Die autobiographische Interpretation bezieht sich auf die privaten und beruflichen Krisen Mörikes vor und während seiner Arbeit am Maler Nolten (November 1828 – November 1830):
- Unzufriedenheit mit seinem Pfarrerberuf und Suche nach Alternativen, um schriftstellerisch freier arbeiten zu können
- Lockerung der 1811 beginnenden Liebe zu seiner Cousine Klärchen Neuffer, seiner „Kinderbraut“, (1822–1824) und deren überraschende Verlobung mit Vikar Schmid, nachdem sie von Mörikes Beziehung zu Maria Meyer erfahren hat
- Verwirrende Leidenschaft (1823/1824) für die 6 Jahre ältere Maria Meyer (belesene Schwärmerin mit epileptischen, somnambulen Anfällen), zeitweise Mitglied der Wandergemeinde Juliane von Krüdeners, die einen prophetisch die Apokalypse verkündenden ekstatischen Pietismus lehrte, dann für 2 Jahre Unterbringung im Arbeitshaus Schaffhausen, anschließend Arbeit als Dienstmagd. In dieser Situation lernt Mörike sie in Ludwigsburg kennen. Mörike verarbeitet die zeitlich kurze Beziehung im in 10 Fassungen vorliegenden Zyklus der Peregrina-Gedichte (1824 bis 1867) und in der Zigeunerin Elsbeth im Maler Nolten.[25][26][27]
- Liebe zu Josephine (Gedicht Josephine), der Tochter des Lehrers in Scheer, wo Mörikes Bruder Karl Amtmann in Thurn und Taxischem Dienst war und bei dem er im Frühjahr 1828 für mehrere Monate und Mitte Januar 1929 wohnte
- Verlobung (Plattenhardt, August 1829) und Entlobung (Oktober 1833) mit der Pfarrerstochter Luise Rau
- Bruder Karl wird wegen revolutionärer Umtriebe als Amtmann in Scheer entlassen (Februar 1831) und zu einem Jahr Festungshaft auf dem Hohen Asperg verurteilt.
- Krisen gibt es auch im späteren Leben Mörikes. Während der Zeit Umarbeitung der ersten Romanfassung trennt sich Mörike zwei Jahre vor seinem Tod von seiner Frau Margarethe.

Rötzer vermutet hinter den vielen Zufällen und den Einbrüchen des Irrationalen in der Handlung autobiographische Bezüge. Mörike habe sich im Maler Nolten „selbstkritisch von eigenen inneren Gefährdungen zu befreien“ versucht. Baumann analysiert den Roman eingehend aus Mörikes Persönlichkeitsstruktur und Beziehungslabilität: „Mangelnder Selbstbesitz und zweifelhafte Selbstgewissheit nötigen Mörike, sein Ich zu verhüllen, nur in der Geborgenheit einer Rolle vermag er sich auszusprechen, sie erlaubt es ihm, sich zu verbergen, ohne sich jedoch selbst zu verleugnen.“ Diese „unheilvolle Doppelhaltung, sich erschließen zu wollen und wiederum verbergen zu müssen, das Wagnis des Ich selbst nicht zu unternehmen, verdichtet sich in der Maskenkorrespondenz des "Nolten", im Einleiten von Scheinverbindungen und trügerischen Verhältnissen, welche die Charaktere eigentümlich auflösen, ihre Identität verschwimmen lassen, schließlich zu ausweglosen Verstrickungen und zum Selbstverlust führen.“ Beispiele sind neben Noltens Liebesbeziehungen sein Diener Wispel und der Schauspieler Larkens.
Meinungsspiegel
- Friedrich Theodor Vischer ordnet den Text 1839 als Bildungs- und Schicksalsroman sowie als psychologischen und mystischen Roman ein.[31]
- Nach Holthusen[32] ist der Maler Nolten, der sich bereits nach 1832 schlecht verkaufen ließ, kein Entwicklungs- und auch kein Künstlerroman.
- Nietzsche[33] sagt im Sommer 1875 über Mörike: "Gedanken nun hat er gar nicht: Und ich halte nur noch Dichter aus, die unter anderm auch Gedanken haben, wie Pindar und Leopardi."
- Hermann Hesse, einer der größten Verehrer Mörikes, nennt das Werk ein Wunderbuch und lobt "das sauber wiedergegebene Kolorit sowie den dauerhaft gegenwärtigen Schwebezustand von Vorgefühl und Schicksalsschwüle". (1911)[34].

Literarische Rezeption
- Hermann Hesse:  Beim Wiederlesen des Maler Nolten (27. März 1916)[35]

## Adaptionen
Hörspiel
- 1953: Tochter der Wildnis. Bearbeitung (Wort): Georg Schwarz; Komposition: Hugo Herrmann; Regie: Helmut Brennicke (BR – 64:10 Minuten)
- 1977: Das Bild des Anderen. Bearbeitung (Wort): Raimund Frentzel, Rainer Schwarz; Komposition: Reiner Bredemeyer; Regie: Horst Liepach (Rundfunk der DDR – 43:43 Minuten)
- 2007: Liebe, Wahn und betrogenes Gefühl. Bearbeitung (Wort und Musik), Regie: Heinz von Cramer (SWR – 93:06 Minuten)

Vertonung
- Mörikes Gebet, dessen zweite Strophe als Agnes „Morgengebet“ in den Roman integriert ist (zusammen mit der ersten Strophe nochmals 1848 veröffentlicht),[36] wurde Jahre nach seinem Tod von Max Bruch unter Nr. 4 in dessen Neun Liedern für gemischten Chor op. 60 vertont.
- Hugo Wolf vertonte folgende Gedichte aus dem Maler Nolten: Er ist’s, Das verlassene Mägdlein, Im Frühling, Agnes, Seufzer, Karwoche, Gebet, Neue Liebe, Wo find ich Trost, An die Geliebte, Peregrina 1 und 4, Lied vom Winde, Der Jäger, Der Feuerreiter und Die Geister am Mummelsee.
- Hugo Distlers 1938/1939 komponiertes Mörike-Chorliederbuch (op. 19) enthält die Gedichte Agnes, Das verlassene Mägdlein, Der Feuerreiter, Er ist’s, Gebet und Lied vom Winde.

## Publikationen

### Erstfassung
Beginn des Maler Nolten im November 1828 in Stuttgart, wo Mörike sich als freier Schriftsteller und Journalist in der Sophienstraße niederließ. Weiterarbeit während der Zeit als Pfarrverweser und Vikar in Pflummern, Plattenhardt (1829) Owen (1829/1830), Eltingen (1831) und Ochsenwang (1832). Am 23. Juli 1830 lag der Roman im Manuskript vor, in Ochsenwang nahm Mörike die letzten Korrekturen vor, sein auf dem Hohen Asperg inhaftierter Bruder half ihm dabei. Der Autor plante für die Veröffentlichung ein Taschenbuch ohne Jahresschild und versuchte dafür den Berliner Buchhändler Reiner als Verleger zu gewinnen. Schließlich erschien der Roman 1832 in Stuttgart: Eduard Mörike: Maler Nolten. Novelle in zwei Theilen. Mit einer Musikbeilage. Emanuel Schweizerbart’s Verlagshandlung, Stuttgart 1832. 324 Seiten, eine Seite Verbesserungen (Bd. 1: Digitalisat und Volltext im Deutschen Textarchiv, Bd. 2: Digitalisat und Volltext im Deutschen Textarchiv)

### Zweitfassung
1859 begann Mörike eine Überarbeitung des Maler Nolten. Dabei nahm er allzu schlecht motivierte Passagen heraus und glich die Sprachform seinem neuen Stilempfinden an, behielt aber im Wesentlichen den ursprünglichen Handlungsgang bei. Da er verfügt hatte, dass die Erstfassung nicht neu aufgelegt werden dürfe, und da er durch seinen Tod seine Arbeit nicht abschließen konnte, stellte Julius Klaiber mit so wenigen Eingriffen wie möglich auf der Grundlage von Notizen des Autors eine Verbindung der Neufassung mit dem zweiten Teil der Erstfassung her.

### Quelle
- Eduard Mörike: Maler Nolten, Roman in zwei Teilen – bearbeitet von Julius Klaiber: Eduard Mörike: Werke II, Maler Nolten. J.G. Cotta’sche Buchhandlung Nachf., Stuttgart 1961.
- Eduard Mörike: Maler Nolten. In: Ders.: Sämtliche Werke in vier Bänden. [Auf Grund der Original-Drucke hg. von Herbert G. Göpfert.] Hanser, Stuttgart 1981, ISBN 3-446-13464-6, Bd. 2, S. 423–818.